# Михайлова Тетяна Володимирівна
Тетяна Володимирівна Миха́йлова (нар. 29 вересня 1915, Петроград — пом. ?, Київ) — українська радянська архітекторка, кандидат архітектури з 1956 року; член Спілки архітекторів Української РСР з 1942 року. Дружина архітектора Віктора Єлізарова.

## Біографія
Народилася 29 вересня 1915 року в місті Петрограді (нині Санкт-Петербург, Росія). 1938 року закінчила Ленінградський інженерно-будівельний інститут; у 1940 році — Ленінградський інститут живопису, скульптури й архітектури.
Упродовж 1941—1943 років працювала науковим співробітником Інституту громадських споруд Академії архітектури СРСР у Москві й Ташкенті. З 1945 року працювала в Києві: у 1945—1948 роках — архітектором інституту «Київпроекту», одночасно протягом 1945—1946 років викладала на кафедрі архітітектурного проєктування Київського інституту цивільних інженерів; з 1949 року — науковий співробітник Академії будівництва і архітектури Української РСР. Член ВКП(б) з 1950 року. З 1964 року — науковий співробітник Київського зонального науково-дослідного інституту експериментального і типового проєктування та Київського науково-дослідного інституту теорії та історії архітектури.

## Архітектурна діяльність
Брала участь у розробленні низки секцій типових проєктів житлових будинків та укладанні каталогів архітектурних деталей. Спроєктувала у Києві:
- дитячі плавальні басейни (1945—1946);
- клуб залізничників (1946);
- громадські споруди експериментального житлового району в Дарниці (1962—1963);
- елементи упорядкування вулиць Хрещатика та Кірова.

У 1947—1948 роках розробила проєкти типових павільйонів для ательє побутового ремонту та продажу промтоварів.
З 1950 року працювала над проблемою формування нових споруд громадського обслуговування, проводила соціологічні дослідження в галузі містобудування.